# Societat Catalana de Biologia
La Societat Catalana de Biologia és una societat filial de l'Institut d'Estudis Catalans fundada l'any 1912 per al foment i la difusió de la ciència biològica realitzada als Països Catalans. Actualment, l'associació compta amb més de 1500 socis i és una de les filials de l'IEC amb major nombre d'activitats.

## Objectius
Els objectius bàsics de la Societat, i les seves seccions, són els mateixos que quan es fundà el 1912: reunir els professionals i els estudiosos de les ciències de la vida que se senten units per una llengua i una cultura comunes i difondre el desenvolupament de la ciència que es fa als Països Catalans arreu del món mitjançant les relacions entre científics i institucions científiques. La SCB vetlla per difondre el desenvolupament de la ciència catalana arreu del món, per promoure els contactes entre científics, institucions científiques i estudiants de les ciències de la vida i afavorir l'intercanvi d'idees i la col·laboració. És també voluntat de la Societat contribuir a divulgar les idees i les noves aplicacions de la ciència per tal que arribin a tothom.

## Història
Fundada l'any 1912 amb el nom de Societat de Biologia de Barcelona, i essent la primera filial de l'Institut d'Estudis Catalans, tingué com a primer president el doctor August Pi i Sunyer. Al principi, la Societat es dedicà fonamentalment al terreny de la medicina, i en no gaires anys assolí un paper destacat com a institució científica. La seva activitat quedà reflectida en una publicació titulada Treballs, el primer número de la qual fou publicat l'any 1913; on es feia ressò de la primera sessió científica de la Societat, que tingué lloc el 14 de desembre de 1912, al Laboratori Bacteriològic Municipal i fou duta pels senyors Ramon Turró, Pere Gonzàlez, Caietà López, Lluís Verderau, agost Pi i Sunyer i Jesús M. Bellido. Ben aviat s'establiren contactes amb altres publicacions científiques i, l'any 1917, es publicà un resum en francès que fou inclòs en el butlletí de la Societé de Biologie de París, la qual, des d'aleshores, inclogué regularment en les seves Actes una selecció dels Treballs.
En temps de la República, els científics espanyols més destacats havien passat per la SCB, presentant-hi conferències o intervenint en cursos. Alguns dels noms més rellevants foren Gregorio Marañón, Juan Negrín, Pío del Río Hortega o Severo Ochoa. Entre els científics estrangers es poden esmentar J. J. McLeod, Otto Mayerhof, F. R. Griffith o Jean Perrin.
L'any 1938 hi hagué les darreres activitats de la vella Societat de Biologia de Barcelona; el final de la Guerra Civil espanyola comportà l'acabament del primer període de les seves activitats públiques, la majoria dels seus membres marxaren cap a l'exili, i els que romangueren a Catalunya foren destituïts dels càrrecs que exercien.
L'any 1954 tingué lloc una primera sessió, clandestina, amb una conferència del professor Josep Trueta sobre poliomielitis; la sessió fou celebrada a casa del senyor Josep Puig i Cadafalch i dirigida per Leandre Cervera, president de la Societat en aquells moments. Aquella sessió no significà, però, la represa d'activitats. No és fins a l'any 1962, quan es complia el cinquantè aniversari de la seva creació, que la Societat no reprengué a poc a poc la seva activitat pública, amb el nom actual de Societat Catalana de Biologia. Fou també en aquest any quan s'instituí el premi d'estudiants ofert a un treball d'investigació i que s'ha mantingut fins a l'actualitat. Les noves activitats varen ser impulsades per Josep Alsina i Bofill amb la col·laboració de Pere Gabarró i Garcia.
Entre les personalitats més destacades que han visitat la SCB hi ha Severo Ochoa, Christian de Duve, François Jacob, Lynn Margulis, Mariano Barbacid, Eudald Carbonell, Juan Luis Arsuaga, John Kendrow, Stanley Miller, John Ingraham, Joan Oró, Valentí Fuster, Federico Mayor Zaragoza i Jordi Pujol.
Actualment, la Societat Catalana de Biologia està afiliada a la Secció de Ciències Biològiques de l'Institut d'Estudis Catalans. Es regeix per una assemblea de socis que voten les candidatures dels membres del consell directiu al qual tots hi poden participar.
La Societat disposa de seccions temàtiques en diferents disciplines o àmbits relacionats amb la pràctica de les ciències biològiques (p. ex., virologia o ensenyament). Igualment, també en formen part seccions territorials que exerceixen llurs activitats en diferents indrets del territori catalanoparlant (p. ex., Andorra).
Des del 2016 organitza la Nit de la Biologia, una cerimònia social i acadèmica per a premiar els avenços de la comunitat científica dels territoris de parla catalana en l'àmbit de les ciències biològiques. Durant l'acte es lliuren premis sota diferents categories: trajectòria professional, millor article científic, jove investigador, divulgació i treball de recerca de batxillerat. En el camp de trajectòria professional (sota el premi anomenat des del 2019 Leandre Cervera en honor del qui fou president de l'entitat) van ser guardonats Joan Massagué (2016), Miguel Beato (2017), Salvador Moyà-Solà (2018), Anna Veiga (2019), Francesc X. Avilés (2020), Francesc Artigas Pérez (2021), Roser Gonzàlez i Duarte (2022), Pura Muñoz Cánoves (2023), Anna Traveset (2024) i Francis Mojica (2025).

### Presidents
Informació actualitzada per un bot. Els canvis manuals es perdran quan s'actualitzi!